# Västlig hoolockgibbon
Västlig hoolockgibbon (tidigare Hylobates hoolock, idag Hoolock hoolock eller Bunopithecus hoolock) är en däggdjursart som först beskrevs av Harlan 1834.  Västlig hoolockgibbon ingår i familjen gibboner. Inga underarter finns listade.

## Utseende
Arten når en kroppslängd (huvud och bål) av 45 till 64 cm och den saknar liksom andra gibboner svans. Vikten varierar enligt olika källor mellan 5,5 och 8 kg. Västlig hoolockgibbon har som alla gibboner en smal kropp och långa extremiteter. Pälsen är hos hanar svart med sammanvuxna vita ögonbryn. Honor har däremot en mörkbrun till kopparfärgad päls med en ljusbrun till vitaktig krans kring ansiktet. Hanarnas sammanvuxna ögonbryn skiljer arten från östlig hoolockgibbon (Hoolock leuconedys). Dessutom har båda kön en cirka 5 cm lång hårtofs vid stjärten som kan misstolkas som en svans. Tofsen är hos hanar svart. Hanar av Hoolock leuconedys har däremot en silvergrå till vit tofs.

## Utbredning och habitat
Denna gibbon förekommer i Asien i nordöstra Indien, Bangladesh och Myanmar. Kanske finns en isolerad population i södra Kina (provins Tibet). Habitatet utgörs av olika slags skogar och arten besöker även trädodlingar. Hylobates hoolock når i bergstrakter 2500 meter över havet.

## Ekologi
Arten äter främst frukter men den kan under tider med brist på frukter byta till blad som huvudföda. Familjegruppens revir är vanligen upp till 63 hektar stort. I Arunachal Pradesh dokumenterades revirstorlekar på upp till 400 hektar.
Flockens hanar och honor sjunger för att markera reviret. En hanne och en hona bildar ett monogamt par. Ungefär vartannat eller vart tredje år har honor en kull med en enda unge. Kanske sker parningen bara under vissa årstider.